# Adoxia scutellaris
Adoxia scutellaris es un coleóptero de la familia Chrysomelidae.
Fue descrita científicamente por primera vez en 1909 por Broun.